# 新丸の内ビルディング

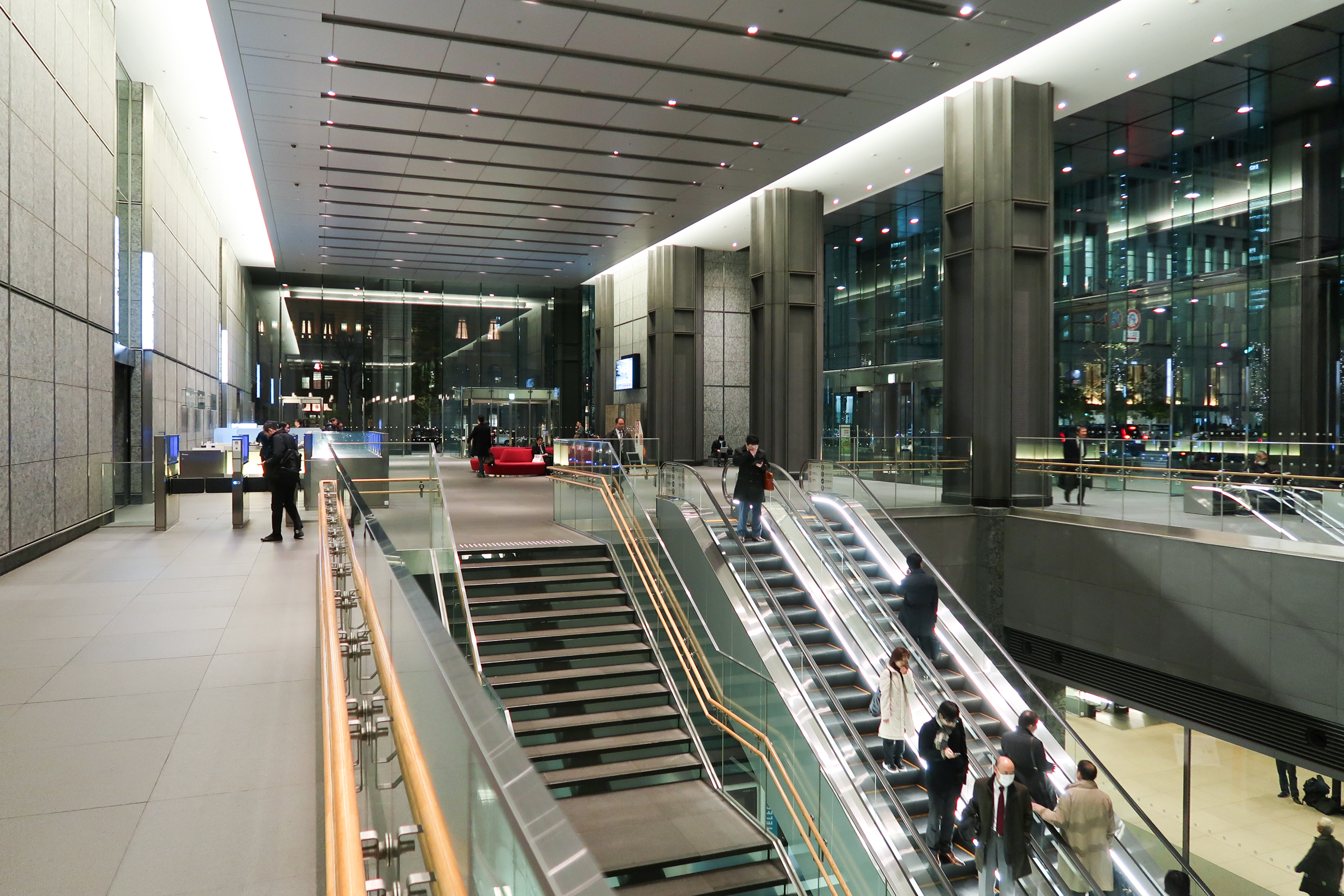
オフィスロビー

新丸の内ビルディング（しんまるのうちビルディング）は、東京都千代田区丸の内一丁目に所在する超高層ビルである。三菱地所のオフィスビルで、地下1階〜7階は商業施設となっている。略称は新丸ビル。
2007年（平成19年）4月19日に竣工、4月27日に商業施設フロアがオープンした。

## 概要
1952年（昭和27年）11月、東京駅丸の内口前に竣工した「新丸ノ内ビルヂング」を建て替えたもので、同じ三菱地所が手がけ、2002年（平成14年）9月先行して竣工した丸の内ビルディング（丸ビル）は、行幸通りを挟んで向かい側に所在する。
設計・監理の三菱地所設計を中心に、コンセプトデザインは英国のマイケル・ホブキンズ（ホプキンス・アーキテクツ）、商業施設の設計はA.N.Dの小坂竜にそれぞれ依願し、協働によって、東京駅や皇居など周囲の環境に調和した高い格式と国際ビジネスセンターにふさわしい最新の設備を融合したデザインをめざした。施工は竹中工務店で、総事業費は約900億円。旧ビル解体の際には、コンクリートや松杭などの廃材をリサイクルする試みが行われた。
新丸ビルの建設では、回遊性を高めるため、丸ビルとの間の行幸通りの地下に歩行者専用道路、東京駅側には地下広場を整備した。これらの公共貢献と、都市計画の特定街区制度適用及び特例容積率適用区域制度を利用した東京駅丸の内赤レンガ駅舎からの一部容積率移転によって、新丸ビルの容積率は1760%まで上積みが認められた。
2010年（平成22年）4月から、青森県六ヶ所村の二又風力発電所などで発電された「生グリーン電力」が出光興産によってビルに供給され、翌年10月3日には、ビル前にそれまでのタクシー乗り場に代わって、「EV・HV専用タクシー乗り場」が設置された（運用時間 平日の9時～21時）。

## オフィス
10階から37階のオフィスは、有効面積が約3000㎡で、コアを中心に事務室をコの字型に配置。大空間を確保すると同時に事務室部分の奥行きを同じにした。これはレイアウト変更などの際にそのまま横方向に移動できるようにするためである。このほかに特殊フロアを用意して、ディーリングルームやプレゼンテーションルームなどへの需要に対応している。
9階にはオフィスサポートゾーンを設け、10階には日本創生ビレッジ（EGG JAPAN）を開設し、ビジネスクラスとしての性格も持ちながら、有望なベンチャー企業に割安でオフィスを提供している。
入居企業
- 三菱HCキャピタル
- SMBC日興証券
- AGC
- カーライル・グループ
- 日本駐車場開発
- 日本信号
- シンプレクス・アセット・マネジメント

## 商業施設
地下1階から7階までは商業ゾーンで、物販113店舗、飲食40店舗の合計153店舗が出店。オープン初日は13万人が訪れた。
建て替えから15年の節目を迎えるのにあたって、2022年秋から23年春にかけ、新店舗の開業や7階の飲食店フロア「丸の内ハウス」の全面改修を予定している。また共用部でも大規模な改修を行う。
地下1階
- ショッピングゾーン：スーパーマーケット、フードブティックと専門店

1階
- ショッピングゾーン：大型セレクトショップと専門店の集積「パサージュ」

2階
- ショッピングゾーン：専門店の集積「パサージュ」

3階
- ショッピングゾーン：ファッションとコスメティックゾーン「マルノウチボーテ」

4階
- ショッピングゾーン：心地よい暮らしとメンズファッション

5階
- レストランゾーン：東京を中心に全国の地元で親しまれる名店、専門店

6階
- レストランゾーン：世界のカジュアルな人気レストラン

7階
- レストランゾーン：街のゲストハウスとしての空間「丸の内ハウス」

## 画像一覧

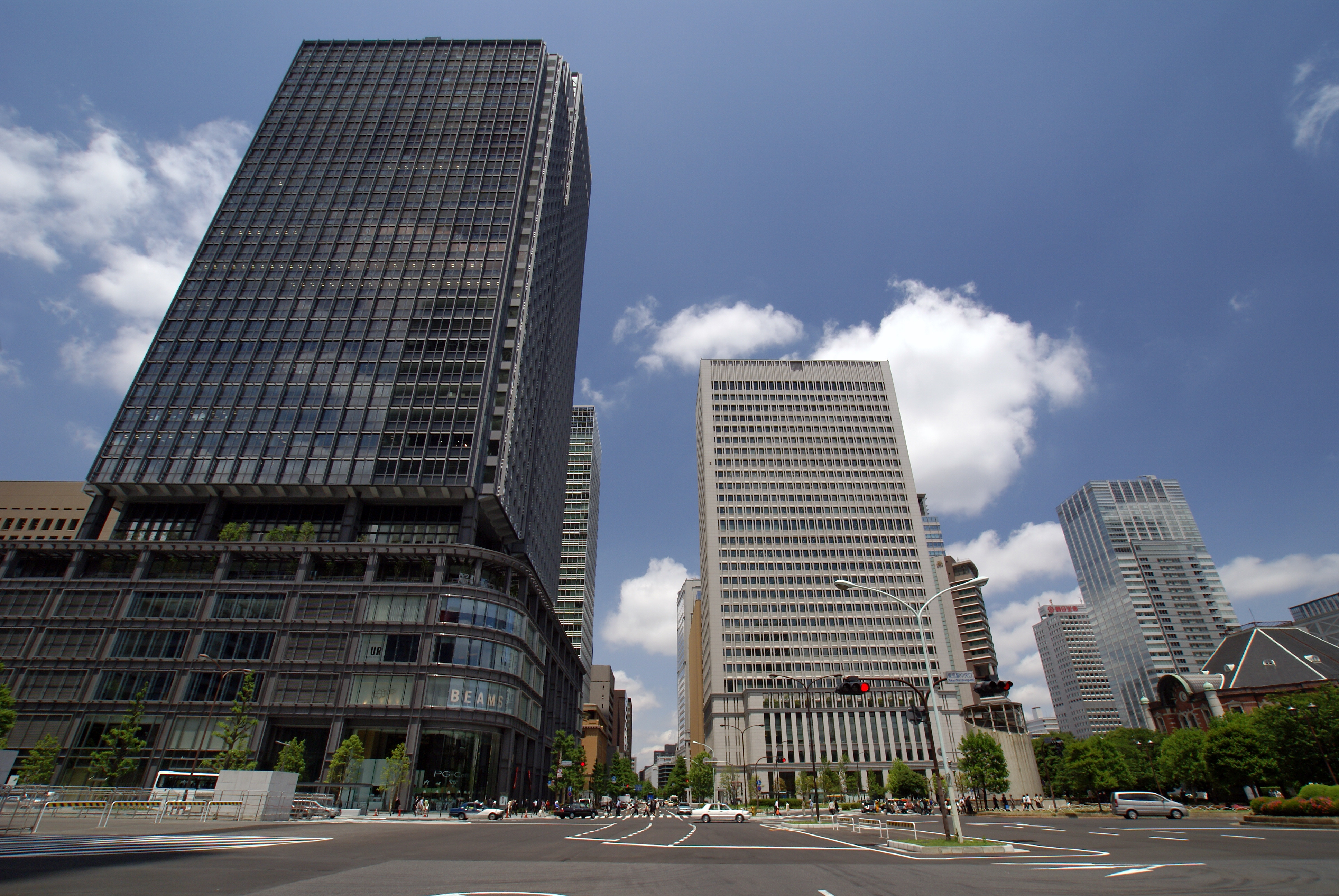
丸の内一帯の高層化
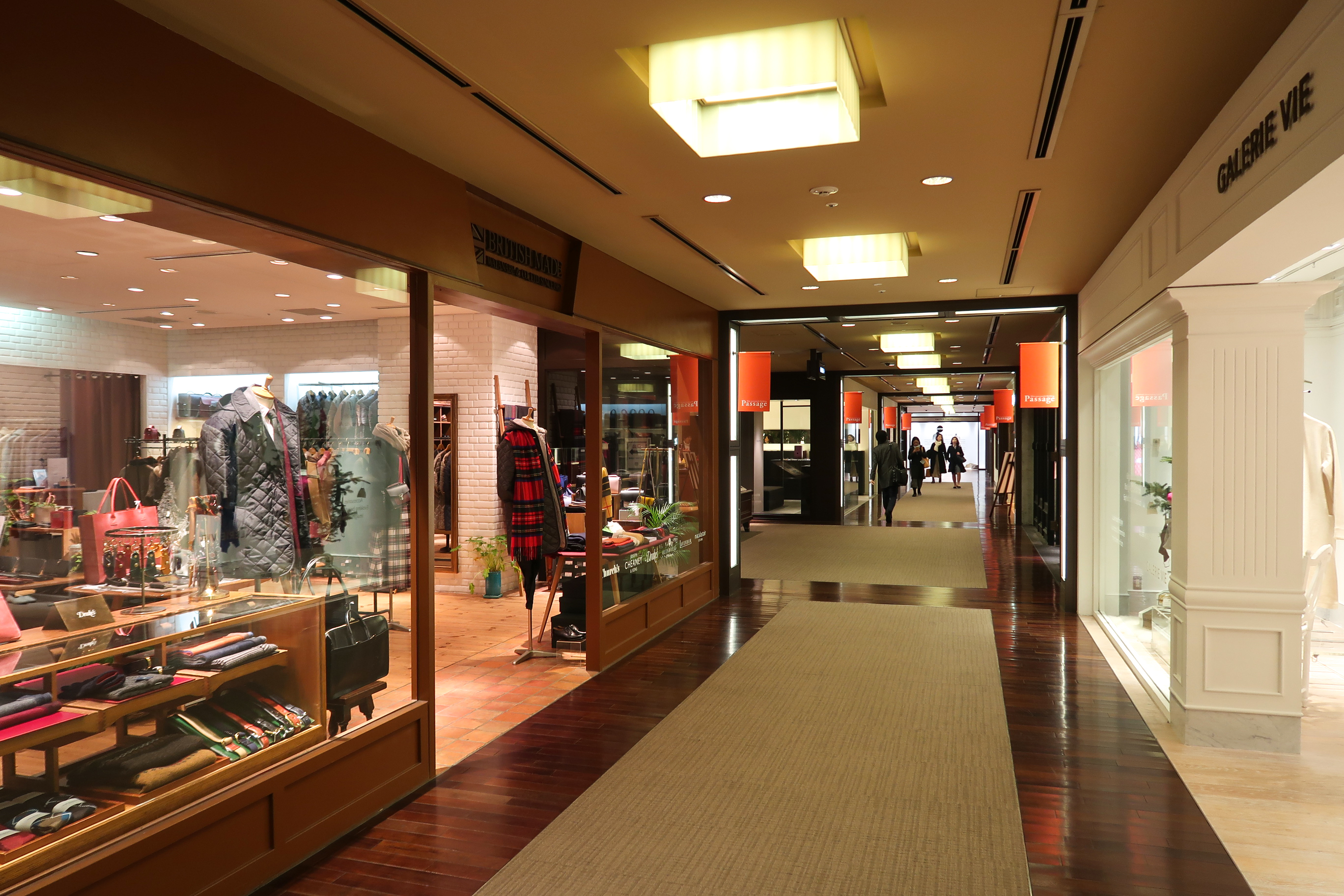
2階
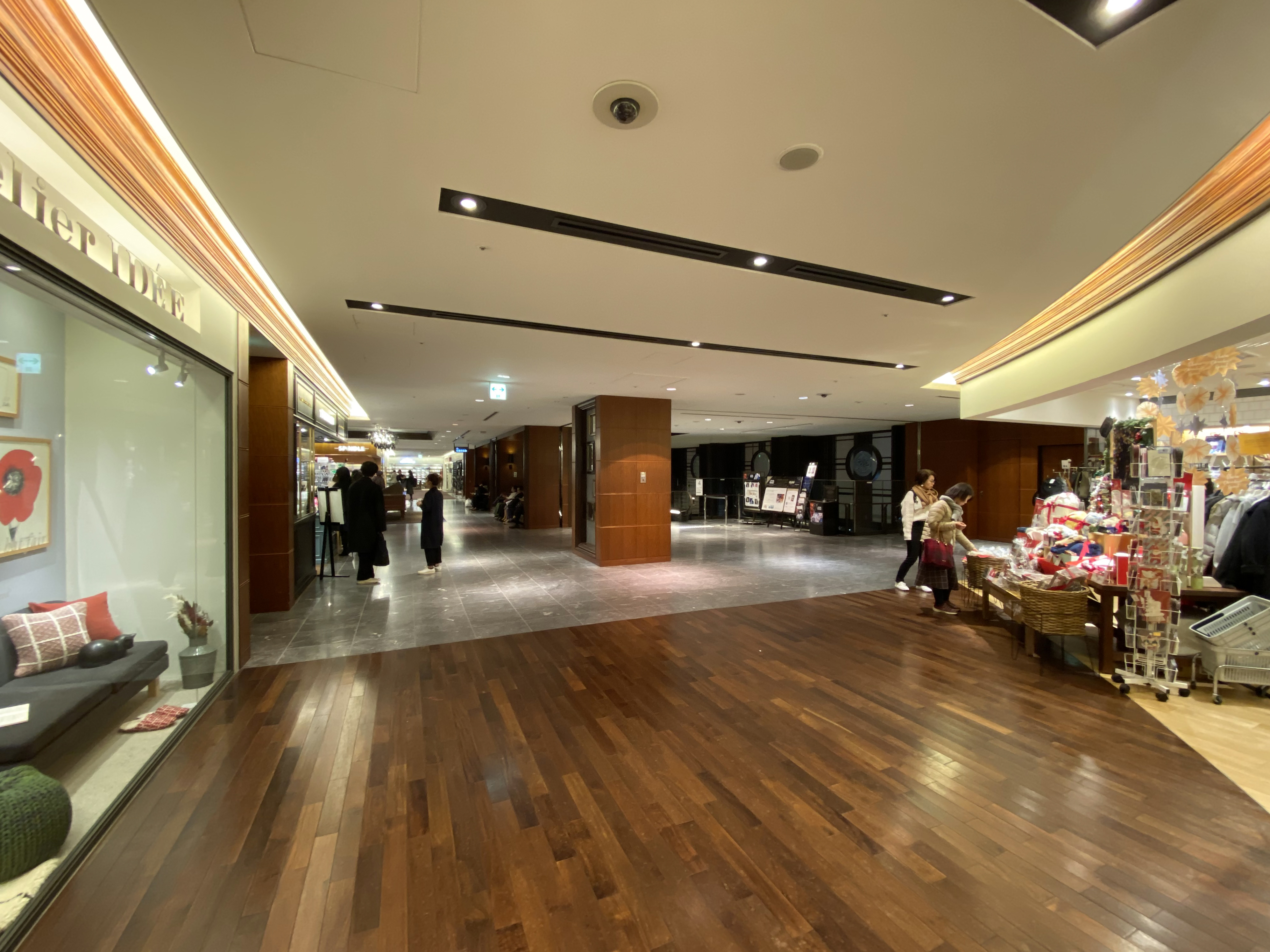
4階
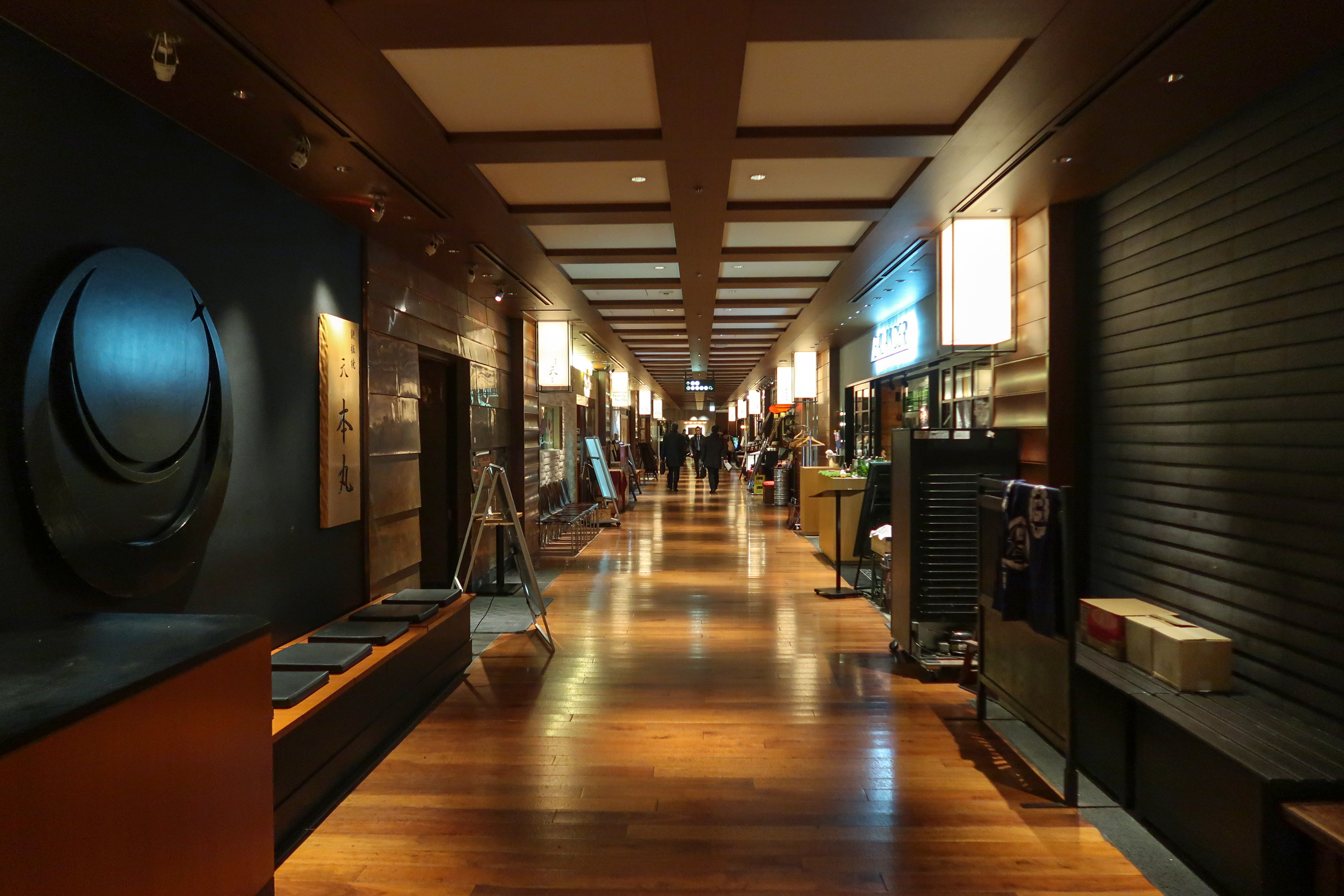
5階レストラン
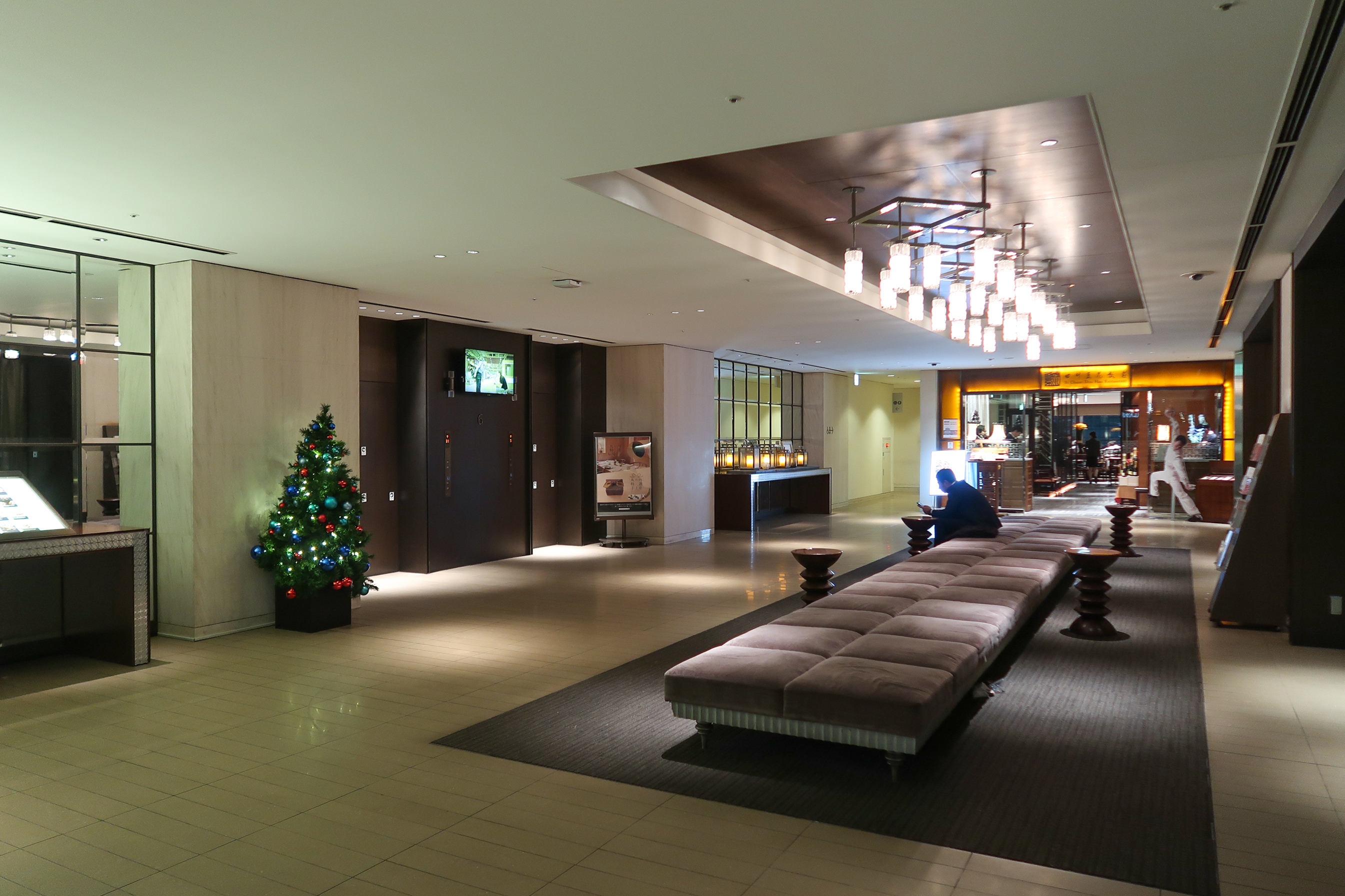
6階レストラン
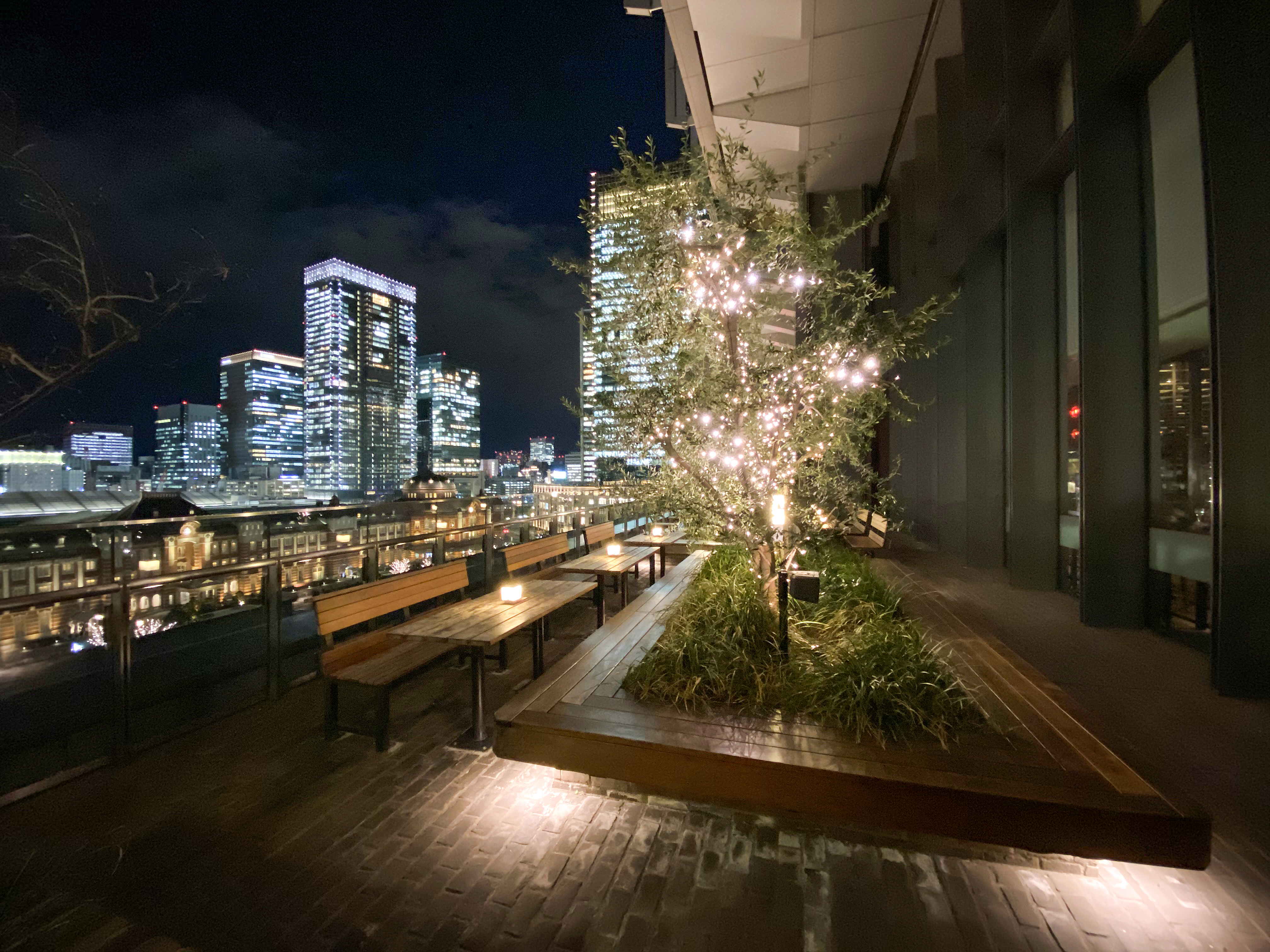
7階オープンテラスゾーン